# شهرداری اوتو اوریزاری
شهرداری اوتو اوریزاری (به لاتین: Šuto Orizari Municipality) یک منطقهٔ مسکونی در مقدونیه شمالی است که در Skopje Statistical Region واقع شده‌است. شهرداری اوتو اوریزاری ۷٫۴۸ کیلومتر مربع مساحت و ۱۷٬۳۵۷ نفر جمعیت دارد.